# Red Blooded Woman
Singles par Kylie Minogue
Secret (Take You Home)
(2004) Chocolate
(2004)
Singles par Kylie Minogue aux États-Unis
Secret (Take You Home)
(2004) I Believe in You
(2005)
Pistes de Body Language
Sweet Music Chocolate
Red Blooded Woman est une chanson de la chanteuse australienne Kylie Minogue. Extrait de son 9e album Body Language (2003) la chanson a été écrite par Karen Poole, composée et produite par le britannique Johnny Douglas. Sorti en mars 2004 dans le monde entier, le single se classe numéro un en Roumanie,le top 5 en Australie et au Royaume-Uni ; le top 10 au Danemark, en Irlande et en Espagne. Aux États-Unis, Red Blooded Woman rencontre le succès dans le classement Billboard dance charts et numéro un du Hot Dance Airplay (Diffusion radio des singles Dance).

## Liste des pistes
Royaume-Uni CD 1 et Europe CD 1 & CD 3
1. "Red Blooded Woman" – 4:21
2. "Almost a Lover" – 3:40

 Royaume-Uni CD 2
1. "Red Blooded Woman" – 4:21
2. "Cruise Control" – 4:55
3. "Slow" (Chemical Brothers Remix) – 7:03
4. "Red Blooded Woman" (Video)

 Royaume-Uni 12" single
1. "Red Blooded Woman" (Whitey Mix) – 5:20
2. "Slow" (Chemical Brothers Remix) – 7:03
3. "Red Blooded Woman" (Narcotic Thrust Mix) – 7:10

 Australie CD single
1. "Red Blooded Woman" – 4:21
2. "Cruise Control" – 4:55
3. "Almost a Lover" – 3:40
4. "Slow" (Chemical Brothers Mix) – 7:13
5. "Red Blooded Woman" (Whitey Mix) – 5:20
6. "Red Blooded Woman" (Video)

## Classements
| Classement (2004)                       | Meilleure position |
| --------------------------------------- | ------------------ |
| Allemagne (Media Control AG)            | 16                 |
| Australie (ARIA)                        | 4                  |
| Autriche (Ö3 Austria Top 40)            | 23                 |
| Belgique (Flandre Ultratop 50 Singles)  | 29                 |
| Belgique (Wallonie Ultratop 50 Singles) | 20                 |
| Danemark (Tracklisten)                  | 10                 |
| Europe (Hot 100)                        | 8                  |
| Finlande (Suomen virallinen lista)      | 12                 |
| France (SNEP)                           | 33                 |
| Hongrie (Single Top 40)                 | 3                  |
| Irlande (IRMA)                          | 9                  |
| Italie (FIMI)                           | 10                 |
| Pays-Bas (Single Top 100)               | 21                 |
| Nouvelle-Zélande (RMNZ)                 | 19                 |
| Espagne (PROMUSICAE)                    | 8                  |
| Suède (Sverigetopplistan)               | 28                 |
| Suisse (Schweizer Hitparade)            | 15                 |
| Royaume-Uni (UK Singles Chart)          | 5                  |
| États-Unis (Dance Club Songs)           | 24                 |

| Année | Pays                          | Position |
| ----- | ----------------------------- | -------- |
| 2004  | Royaume-Uni Classement single | 54       |